# Nation (album)
Albums de Sepultura
Against
(1999) Under A Pale Grey Sky (live)
(2002)
Nation est le 8e album studio du groupe de death metal brésilien Sepultura, sorti en 2001 sous le label Roadrunner Records. Cet album comporte plusieurs collaborations avec divers artistes : Jello Biafra, chanteur des Dead Kennedys ; Jamey Jasta, chanteur de Hatebreed ; Cristian Machado, chanteur d'Ill Niño, ou encore le groupe Apocalyptica.
Selon le site officiel du groupe, un clip de la chanson "One Man Army" devait être tourné en août 2001, mais faute de soutien financier de la part de Roadrunner Records, la vidéo n'a pu être réalisée. De même, les membres du groupe accusèrent le label d'avoir négligé la promotion de l'album, ce qui entraîna leur démission et leur arrivée chez SPV Records en 2002.
L'album obtint de meilleures critiques que le précédent, Against, mais se vendit moins bien. Nation s'est écoulé à 80 000 exemplaires aux États-Unis et est certifié disque d'or au Brésil.

## Musiciens
Sepultura
- Derrick Green - chant
- Andreas Kisser - guitare
- Paulo Jr. - guitare basse
- Igor Cavalera - batterie, percussions

## Liste des chansons
| No  | Titre                                       | Durée |
| --- | ------------------------------------------- | ----- |
| 1.  | Sepulnation                                 | 4:20  |
| 2.  | Revolt                                      | 0:56  |
| 3.  | Border Wars                                 | 5:10  |
| 4.  | One Man Army                                | 5:27  |
| 5.  | Vox Populi                                  | 3:41  |
| 6.  | The Ways of Faith                           | 4:53  |
| 7.  | Uma Cura                                    | 3:14  |
| 8.  | Who Must Die?                               | 2:58  |
| 9.  | Saga                                        | 4:37  |
| 10. | Tribe to a Nation (feat. Dr. Israel)        | 2:48  |
| 11. | Politricks (feat. Jello Biafra)             | 4:14  |
| 12. | Human Cause (feat. Jamey Jasta)             | 0:57  |
| 13. | Reject                                      | 2:59  |
| 14. | Water                                       | 2:44  |
| 15. | Valtio (feat. Apocalyptica) (instrumental)) | 3:20  |

| 16. | Bela Lugosi's Dead (Bauhaus)                     |  |
| 17. | Annihilation (feat. Cristian Machado) (Crucifix) |  |
| 18. | Rise Above (feat. João Gordo) (Black Flag))      |  |
| 19. | Revolt (demo)                                    |  |
| 20. | Roots Bloody Roots (Live)                        |  |